# ساغي موكي
ساغي موكي (مواليد 17 مايو 1992) هو لاعب جودو إسرائيلي،فاز بالميدالية الذهبية في بطولة العالم 2019 وببطولة أوروبا 2015 و 2018.